# Alchemilla raddeana
Alchemilla raddeana är en rosväxtart som först beskrevs av Bus., och fick sitt nu gällande namn av Sergei Vasilievich Juzepczuk. Alchemilla raddeana ingår i släktet daggkåpor, och familjen rosväxter. Inga underarter finns listade i Catalogue of Life.